# 白
白 est un sinogramme composé de 5 traits, signifiant blanc et utilisé en chinois, coréen, japonais et vietnamien.
En chinois, ce hanzi se lit, selon la romanisation en hanyu pinyin, bái ou bó.
En coréen, ce hanja se lit baek (맥) ou maek (백), (힘쓸) ou (일백) en coréen.[pas clair]
En japonais, ce kanji se lit はく (haku) ou びゃく (byaku) en lecture on et しろ (shiro), しら (shira), もうす (mōsu) ou しろい (shiroi) en lecture kun. Il fait partie des kyōiku kanji et est étudié en 1re année.
En vietnamien, ce chữ nôm se prononce bạch ou bạc.

## Exemples en japonais
- 白墨 (hakuboku) : craie.
- 白人 (hakujin) : race blanche, Blanc.
- 潔白 (keppaku) : pureté, innocence.
- 空白 (kuuhaku) : vide, manque.
- 白書 (hakusho) : rapport, livre blanc.
- 面白い (omoshiroi) : intéressant.
- 白鳥 (hakuchou) : cygne (littéralement « oiseau blanc »).